# Bernardo Alighieri
Bernardo Alighieri (Verona, prima metà del XIV secolo – Verona, 17 novembre 1406 (?)) è stato un notaio italiano, figlio illegittimo di Pietro Alighieri.

## Biografia
Nato probabilmente da una relazione extraconiugale di Pietro Alighieri, figlio di Dante, e di una donna rimasta sconosciuta, secondo Renato Piattoli Bernardo doveva essere maggiore del fratellastro Dante II, quest'ultimo nato nel 1349. Nella sua vita praticò il mestiere di notaio nella città natale, esattamente come «notaio cancelliere del Capitolo della cattedrale di Verona dal 1385 al 1406», da come risultano alcuni atti notarili datati 1392 e 1405. Sposatosi, Bernardo abitava nel rione di Mercato vecchio ed ebbe un figlio, Niccolò, che praticava l'esercizio di farmacista nella città croata di Agram, l'attuale Zagabria, da quanto risulta in una lettera del padre datata 5 dicembre 1399. 
Per quanto riguarda i rapporti coi famigliari, si sa solo che mantenne rapporti con i parenti della moglie di Pietro, Jacopa dei Salerni; mentre con i fratelli, è attestato soltanto il suo rapporto con la sorellastra Lucia, fattasi monaca benedettina insieme alle sorelle nel monastero di San Michele di Campagna. Infatti, è attestato che Bernardo morì il 17 novembre di un anno imprecisato, come si ricava dal necrologio del monastero in cui risiedevano le sorelle: «f. XV Kalendas decembris (obitus) domini Bernardis de Aldigeriis fratris domine Lucie abbatisse monasterii Sancti Michaelis». Si può supporre che l'anno fosse il 1406, in quanto è stato ritrovato il testamento da lui redatto in data 28 dicembre 1405.